# Albert Neumayr
Albert Neumayr (* 3. September 1944 in Amstetten) ist ein österreichischer Komponist und Chorleiter.

## Leben
Albert Neumayr besuchte nach der Volksschule das Humanistische Gymnasium in Wien. Hier erhielt er im Alter von 13 und 14 Jahren Musikunterricht u. a. bei Friedrich Cerha.
Daneben erhielt er am Konservatorium der Stadt Wien Instrumentalausbildung (Blockflöte, Violine und Klavier) sowie Tonsatz (Harmonielehre, Kontrapunkt und Instrumentation) und Werk- und Formanalyse.
Nach dem Abschluss der Matura im Jahr 1962 und der Ableistung des Präsenzdienstes folgte die Ausbildung zum Musikerzieher an Allgemeinbildenden Höheren Schulen (Gymnasien) an der Hochschule für Musik (damals: Musikakademie) und ein Studium der Germanistik an der Universität Wien. Im Jahr 1969 erfolgte seine Promotion.
Ab 1968 unterrichtete Neumayr am Bundesrealgymnasium Wieselburg als Professor für Musikerziehung und Deutsch und leitete auch die dortige Musikschule.
In den Jahren von 1974 bis 1979 war Neumayr Mitglied des Wiener Madrigalchors, Chorleiter des Gesangsvereins „Harmonie“ Wieselburg von 1972 bis 1984 und von 2002 bis dato (2025). Von 1977 bis 1994 leitete er die Singgemeinschaft Scheibbs. Zudem war er im Jahr 1989 Mitglied im Bezirkslehrerorchester Scheibbs-Melk. Im Jahr 1982 gründete Albert Neumayr den Kammerchor und das Kammerorchester Musica spontana und leitete beide Ensembles bis 2003 (Chronik von 1982–2003). Im Jahr 1997 erfolgte seine Ernennung zum Oberstudienrat.

„Abgesehen von einigen dodekaphonen oder frei atonalen Werken, entstanden während und nach der Studienzeit oder in experimentellen Phasen zwischendurch, ist meine Musik – bedingt durch meinen Wirkungsbereich – bewusst tonal. Im Vokalen wie im Instrumentalen versuche ich – bei sparsamer Chromatik und unter Einbeziehung kirchentonaler und polyphoner Elemente – sanglich-linear zu schreiben, stets mit Bedacht auf die Möglichkeiten und Fähigkeiten eines wenig geschulten Laienensembles. Der Reiz dabei ist für mich das nuancierte Ausloten der kompositorischen und klanglichen Möglichkeiten in vokalen und instrumentalen Kleinformen, also darin, leicht aufführbare und zugleich anspruchsvolle Gebrauchsmusik zu schreiben.“

Im Dezember 2003 trat Albert Neumayr seinen Ruhestand an.

## Auszeichnungen
- 1981: Anerkennungspreis des Landes Niederösterreich[2][3]
- 1993: Goldmedaille der Stadtgemeinde Wieselburg[2][3]
- 1994: Silbermedaille der Stadtgemeinde Scheibbs[2][3]
- 2002: Verleihung des Kulturpreises der Stadtgemeinde Wieselburg[2][3]

## Werke (Auswahl)

### Ensemblemusik
- Tanzsuite – Quartett für zwei Violinen, Viola und Violoncello (1967)[4]
- Dialoge – Duo für Flöte und Klavier (1970)[4]
- Canzon da sonar – Trio für drei Violinen (1972)[4]
- Kammersonate 1974 – Trio für Violine, Viola und Violoncello (1974)[4]
- Fünf leichte Duos – Duo für zwei Altblockflöten (1974)[4]
- Sieben Duos – Duo für zwei Altblockflöten (1974)[4]
- Acht Tanzstücke – Duo für zwei Altblockflöten (1974)[4]
- Es ist ein Ros entsprungen – Thema mit drei Variationen, Quartett für vier Blockflöten (1974)[4]
- Sieben Trios – Trio für Sopranblockflöte, Altblockflöte und Tenorblockflöte (1974)[4]
- Fünf Kanons – Duo für Sopranblockflöte und Altblockflöte (1974)[4]
- Und da sie es geboren – Weihnachtskantate nach Volksliedern,  (1977)[4]
- Kleine Suite für Bläser – Quartett für Bläser (1984)[4]
- Zwei Kirchensonaten – Quartett für zwei Violine, Viola und Violoncello (1986)[4]

### Solomusik
- Der Seidelbast – Solo für Klavier und Solostimme Sopran (1966)[4]
- Variationen über ein Zwölftonmodell – Solo für Klavier (1967)[4]
- Variationen über ein Adventlied – Solo für Klavier (1972)[4]
- Das Reh – Solo für Klavier und Solostimme Sopran nach Texten von Manfred Hausmann (1974)[4]
- Verklärter Herbst – Solo für Klavier und Solostimme Sopran nach Texten von Georg Trakl (1974)[4]
- Variationen über ein dänisches Volkslied – Solo für Altblockflöte (1974)[4]
- Sieben Tänze – Solo für Altblockflöte (1974)[4]
- Verlorenheit – Solo für Klavier und Solostimme Sopran, nach Texten von Manfred Hausmann (1974)[4]
- Klaviersuite 1988 – Solo für Klavier (1988)[4]

### Vokalmusik
- Frag nit, woher du kamst – für gemischten Chor nach Texten von Alfons Petzold (1974)[4]
- Abend – für gemischten Chor nach Texten von Albert Neumayr (1974)[4]
- Sehnsucht – für gemischten Chor (1974)[4]
- In Frieden geh ich nun zur Ruhe – Motette für gemischten Chor (1975)[4]
- Guggenmos-Lieder – Tierlieder nach Josef Guggenmos für Kinderchor (1975)[4]
- Chorsätze nach europäischen Volksliedern – Volkslieder aus Finnland für gemischten Chor (1977)[4]
- Chorsätze nach europäischen Volksliedern – Volkslieder aus Böhmen für gemischten Chor (1977)[4]
- Chorsätze nach europäischen Volksliedern – Volkslieder aus Polen für gemischten Chor (1977)[4]
- Was ist der Mensch – Motette für gemischten Chor (1978)[4]
- Die Amsel im Wald – für gemischten Chor, Text aus „Des Knaben Wunderhorn“ (1979)[4]
- Cantiones in adventum Domini – Vier Adventgesänge für gemischten Chor (1984)[4]
- Ave Maria, du Himmelskönigin – Liedmotette für gemischten Chor (1985)[4]
- O Heimat, dich zu lieben – Kleine Kantate für Kinderchor und Soloinstrument Blockflöte (1985)[4]
- Lamm Gottes – Motette für gemischten Chor (1985)[4]
- Salve regina – Motette für gemischten Chor (1985)[4]
- Marienlieder – für gemischten Chor (1987)[4]